# Судовце (район Крупина)

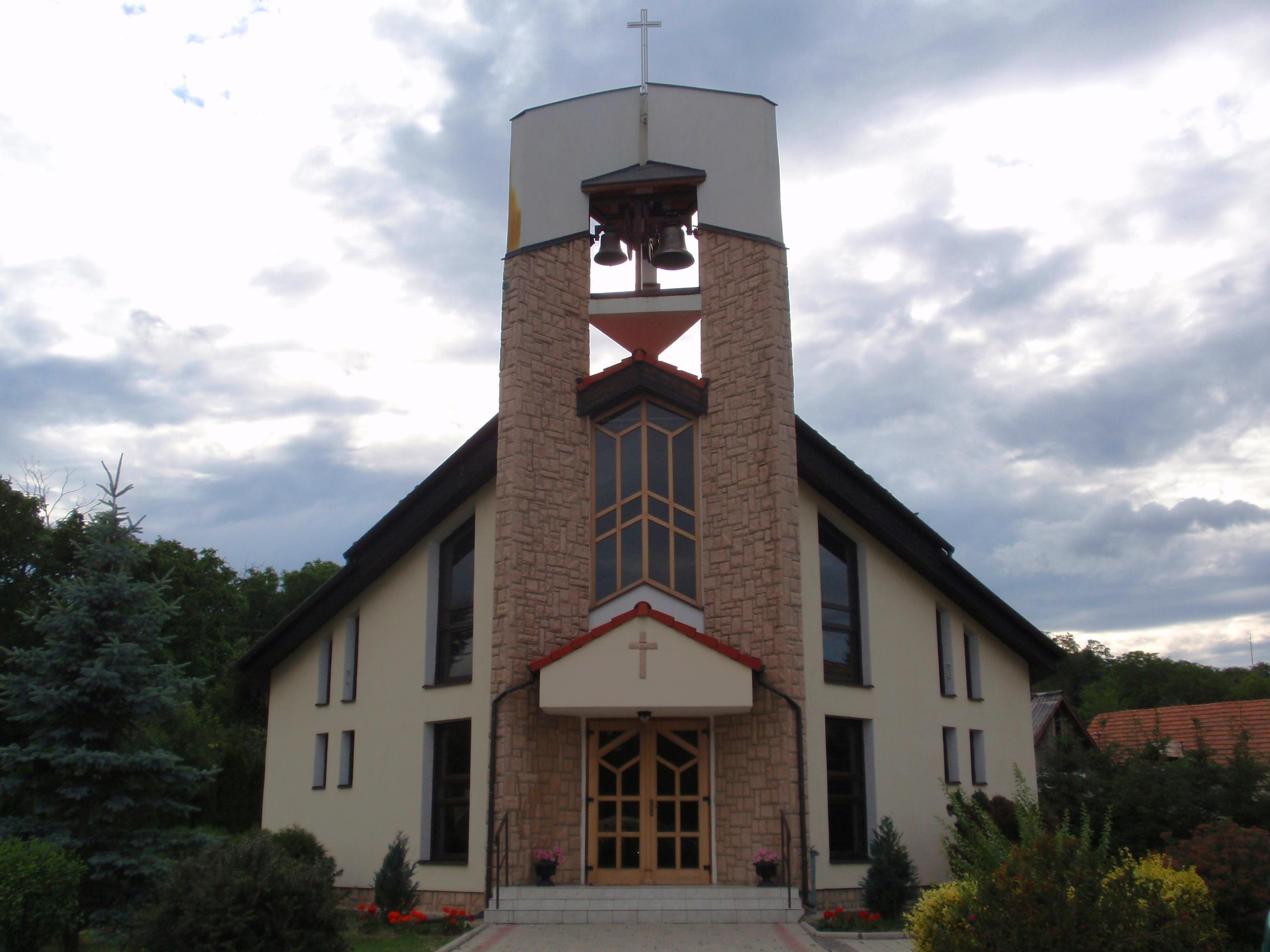
Церковь

Судовце (словац. Súdovce, нем. Sudowatz, венг. Szúd) деревня района Крупина Банскобистрицкого края Словакии.
Население — 206 человек (2007).

## История
Впервые упомянута в 1244 году.

## Население
| Год:                | 1994 | 2004    | 2014    | 2024    |
| ------------------- | ---- | ------- | ------- | ------- |
| Количество человек: | 210  | 205     | 219     | 210     |
| Разница:            |      | −2,38 % | +6,82 % | −4,10 % |